# الكنيسة الكاثوليكية وألمانيا النازية
قاد البابا بيوس الحادي عشر (1922-1939) وبيوس الثاني عشر (1939-1958) الكنيسة الكاثوليكية أثناء صعود وسقوط ألمانيا النازية. حوالي ثلث الألمان كانوا من الكاثوليك في ثلاثينيات القرن الماضي، بشكل عام في جنوب ألمانيا. سيطر البروتستانت على الشمال. على الرغم من أن الكنيسة الكاثوليكية الألمانية كانت قد عارضت الحزب النازي، استسلم حزب الوسط المتحالف الكاثوليكي في عام 1933. في انتخابات عام 1933، كانت نسبة الكاثوليك الذين صوتوا للحزب النازي أقل من المتوسط الوطني. أدولف هتلر والعديد من النازيين الرئيسيين الآخرين نشأوا كاثوليكيون، لكنهم أصبحوا معاديين للكنيسة في مرحلة البلوغ. دعت المادة 24 من البرنامج الوطني الاشتراكي إلى التسامح المشروط بين الطوائف المسيحية ومعاهدة الرايشكونكوردات لعام 1933 مع الفاتيكان للحرية الدينية للكاثوليك، لكن النازيين كانوا معاديين للكاثوليكية. أغلقت الصحافة الكاثوليكية والمدارس والمنظمات الشبابية، وصودرت الممتلكات، وواجه حوالي ثلث رجال الدين الانتقام من السلطات؛ تم استهداف القادة العلمانيين الكاثوليك خلال ليلة السكاكين الطويلة. حاول التسلسل الهرمي للكنيسة التعاون مع الحكومة الجديدة، لكن بيوس الحادي عشر عام 1937 المنشور ميت برنارد سورج اتهم الحكومة بالعداء للكنيسة. 
على الرغم من معارضة الأسقف كليمنس أوغست غراف فون جالين عام 1941 للنظام، كتب كاتب سيرة هتلر آلان بولوك: «لا الكنيسة الكاثوليكية ولا الكنيسة الإنجيلية   ... كمؤسسات، شعرت أنه من الممكن اتخاذ موقف معارض مفتوح ضد النظام». في كل بلد تحت الاحتلال الألماني، لعب الكهنة دورًا رئيسيًا في إنقاذ اليهود. مع ذلك، كانت المقاومة الكاثوليكية لسوء معاملة اليهود في ألمانيا محدودة عمومًا بالجهود الفردية المجزأة. كتبت ماري فولبروك أنه عندما تتعدى السياسة على الكنيسة، يكون الكاثوليك مستعدين للمقاومة. كان السجل غير مكتمل وغير متساوٍ، ومع ذلك (مع استثناءات ملحوظة) «يبدو أنه بالنسبة للعديد من الألمان، كان الالتزام بالإيمان المسيحي متوافقًا على الأقل مع القبول السلبي في الديكتاتورية النازية، إن لم يكن دعمًا نشطًا لها».
قاتل الكاثوليك على كلا الجانبين خلال الحرب العالمية الثانية، وغزو هتلر لبولندا ذات الأغلبية الكاثوليكية أشعل الصراع في عام 1939. في المناطق البولندية التي ضمتها ألمانيا النازية، كما في المناطق التي ضمتها سلوفينيا والنمسا، كان الاضطهاد النازي للكنيسة شديدًا؛ تم استهداف العديد من رجال الدين للإبادة. من خلال روابطه بالمقاومة الألمانية، حذر البابا بيوس الثاني عشر الحلفاء من الغزو النازي المخطط للدول المنخفضة في عام 1940. جمع النازيون كهنة منشقين في ذلك العام في ثكنات مخصصة في داكاو، حيث كان 95 في المائة من نزلاء السجون البالغ عددهم 2720 من الكاثوليك (معظمهم من البولنديين، مع 411 ألماني)؛ مات أكثر من 1000 كاهن هناك. ارتفعت مصادرة ممتلكات الكنيسة بعد عام 1941. على الرغم من أن الفاتيكان (المحاط بإيطاليا الفاشية) كان محايدًا رسميًا خلال الحرب، فقد استخدم الدبلوماسية لمساعدة الضحايا والضغط من أجل السلام. وتحدثت إذاعة الفاتيكان ووسائل إعلام كاثوليكية أخرى عن هذه الفظائع. 
احتضنت معاداة السامية النازية مبادئ عنصرية زائفة، لكن المعاداة القديمة بين المسيحية واليهودية ساهمت في معاداة السامية الأوروبية. أنقذت الكنيسة الآلاف من اليهود، مع ذلك، من خلال إصدار وثائق مزورة، والضغط على مسؤولي المحور وإخفاء اليهود في الأديرة والأديرة والمدارس والفاتيكان والإقامة البابوية في كاستل غاندلفو. على الرغم من أن دور بيوس الثاني عشر خلال هذه الفترة موضع جدل، إلا أن مكتب الأمن الرئيسي للرايخ وصفه بأنه «لسان حال» اليهود وأول منشوره (سمي بونتفيكاتوس) وصف غزو بولندا بـ «ساعة الظلام». شجب خطاب عيد الميلاد لعام 1942 جرائم القتل العرق، وشجبه عام 1943 Mystici corporis Christi قتل الأشخاص ذوي الإعاقة.